# Flowing Tears
I Flowing Tears sono stati un gruppo gothic metal proveniente dalla Germania. Il loro nome originale era Flowing Tears and Withered Flowers, che fu usato anche nei primi 2 album: Swansongs, dove canta Manfred Bersin, e Joy Parade.
Con la pubblicazione di Serpentine due anni dopo, la band sviluppa il sound di Jade aggiungendo degli up-tempo e andando verso un sound sempre meno depressivo.
Dopo questo album Stefanie Duchêne lascia il gruppo a causa della gravidanza e attualmente sta lavorando alla sua carriera solista. Al suo posto arriva Helen Vogt che nel 2004 compare in Razorbliss, che continua sul solito stile del precedente album.
Il 20 ottobre 2004, 7 mesi dopo l'uscita di Razorbliss, due dei membri fondatori della band, Björn Lorson e Cristian Zimmer, muoiono in un incidente d'auto.

## Formazione
- Helen Vogt - voce (2004-)
- Benjamin Buss - chitarra (1996-)
- Frederic Lesny - basso (1996-)
- Stefen Gemballa - batteria (2002-)

### Ex componenti
- Björn Lorson - chitarra (1994-2004)
- Manfred Bersin - voce (1996)
- Stefanie Duchêne - voce (1998-2004)
- Cristian Zimmer - batteria (1996-1998)
- Eric Hilt - batteria (1998-2002)
- Mike Voltz - tastiere (2000)

## Discografia
Album in studio
- 1996 - Swansongs
- 1998 - Joy Parade
- 2000 - Jade
- 2002 - Serpentine
- 2004 - Razorbliss
- 2008 - Thy Kingdom Gone

EP
- 1999 - Swallow